# Drangavík
Drangavík är en vik i republiken Island.   Den ligger i regionen Västfjordarna, i den nordvästra delen av landet, 230 km norr om huvudstaden Reykjavík.